# 胡薩里夫卡 (巴拉克利亞市鎮)
49°21′30″N 36°48′53″E / 49.35833°N 36.81472°E
胡薩里夫卡（烏克蘭語：Гусарівка）是位於烏克蘭東部哈爾科夫州伊久姆區巴拉克利亚市镇的村莊。該村始建於1685年，面積2.85平方公里，海拔高度89米，2001年人口1,352，人口密度每平方公里473.7人。